# GSpot
GSpot – darmowy program dla środowiska Windows pozwalający sprawdzić, jakie kodeki audio i wideo potrzebne są do odtworzenia wskazanego pliku wideo. Program informuje również, czy wymagane przez film kodeki są zainstalowane w systemie, a także, czy istnieje kilka różnych, kompatybilnych kodeków umożliwiających dekompresję pliku wideo. 
GSpot podaje także szereg szczegółowych informacji: czas odtwarzania, rozmiar obrazu, liczbę klatek na sekundę, sposób zakodowania dźwięku. Jeśli w pliku wideo zapisane zostały dodatkowe informacje, np. tytuł filmu, reżyser itd., również zostaną wyświetlone. GSpot potrafi również wyświetlać informacje o wszystkich kodekach audio i wideo zainstalowanych w systemie.